# August Ferdinand Culmann

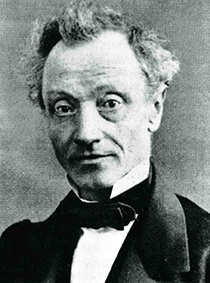
August Ferdinand Culmann

August Ferdinand Culmann (* 1. August 1804 in Bergzabern; † 13. September 1891 in Ommersheim) war ein deutscher Jurist, Unternehmer und Mitglied der Frankfurter Nationalversammlung.

## Leben
August Ferdinand Culmann wurde als 10. und jüngstes Kind des reformierten Pfarrers Friedrich Culmann in Bergzabern geboren. Nach dem Besuch des Gymnasiums in Zweibrücken studierte er Rechtswissenschaft und Staatswissenschaft, zuerst in Göttingen, dann in Würzburg. An beiden Universitäten kam er mit den Ideen des Vormärz in Berührung.
Nach seiner Ausbildung war er zunächst am Bezirksgericht in Kaiserslautern, ab 1830 am Appellationsgericht in Zweibrücken tätig. Hier kam er in Kontakt mit Johann Georg August Wirth und Philipp Jakob Siebenpfeiffer, den Initiatoren des Hambacher Fests.
1833 vertrat er in Landau in der Pfalz beim Assisenprozess gegen die Wortführer von Hambach den Sembacher Pfarrer Johann Heinrich Hochdörfer, einen der radikalsten Redner auf dem Hambacher Fest. Dabei versuchte er mit Erfolg die Geschworenen von der Umgestaltung der feudalistisch geprägten Gesellschaft hin zur demokratischen Ordnung zu überzeugen. 1844 wurde Culmann Hauptgesellschafter der „Frankenholzer Bergwerksgesellschaft“.
1848 kandidierte er im Wahlbezirk Bergzabern für die Deutsche Nationalversammlung, wurde aber überraschenderweise nicht gewählt. Erst als der Abgeordnete des Wahlkreises Landau, Maximilian Glaß, zum Rücktritt gezwungen wurde, rückte August Culmann als Vertreter des Landkreises Landau in die Frankfurter Paulskirche nach. Hier bekannte er sich zu den radikalen Demokraten der äußersten Linken: Er gehörte der Fraktion Donnersberg an. Sein Neffe Gustav Adolf Gulden war ebenfalls Abgeordneter im Paulskirchenparlament. Im Mai 1849 wurde er in die provisorische Regierung der Pfalz berufen. Nach der Zerschlagung des Rumpfparlamentes, wie die nach Stuttgart umgezogene Nationalversammlung nun genannt wurde, und nach der Niederschlagung der Pfälzischen Revolution im Juni 1849 floh er nach Frankreich. Dort galt er zunächst als politischer Flüchtling, später wurde er Staatsbürger. 1851 wurde ihm vom Gericht in Zweibrücken, an dem er selbst tätig gewesen war, die Zulassung als Advokat entzogen. Im selben Jahr wird er „wegen Komplotts, Attentats und direkter Provokation durch Reden, Maueranschläge usw.“ in Abwesenheit zum Tode verurteilt. 1865 erfolgte eine Generalamnestie, die ihm die Rückkehr nach Deutschland ermöglichte.
Im französischen Exil widmete er sich geologischen und bergbaurechtlichen Studien, so bei Professor Gabriel Auguste Daubrée, der in Straßburg Geologie und Mineralogie lehrte. So verfasste Culmann im Jahr 1867 die Schrift „Bergbau-Systeme in Europa“ und veröffentlichte im selben Jahr die „Denkschrift über das Frankenholzer Kohlenbergwerk, insbesondere die Vernichtung der Abgrenzung des bisherigen und die Bildung eines neuen Grubenbezirkes für den Betrieb desselben betreffend“.

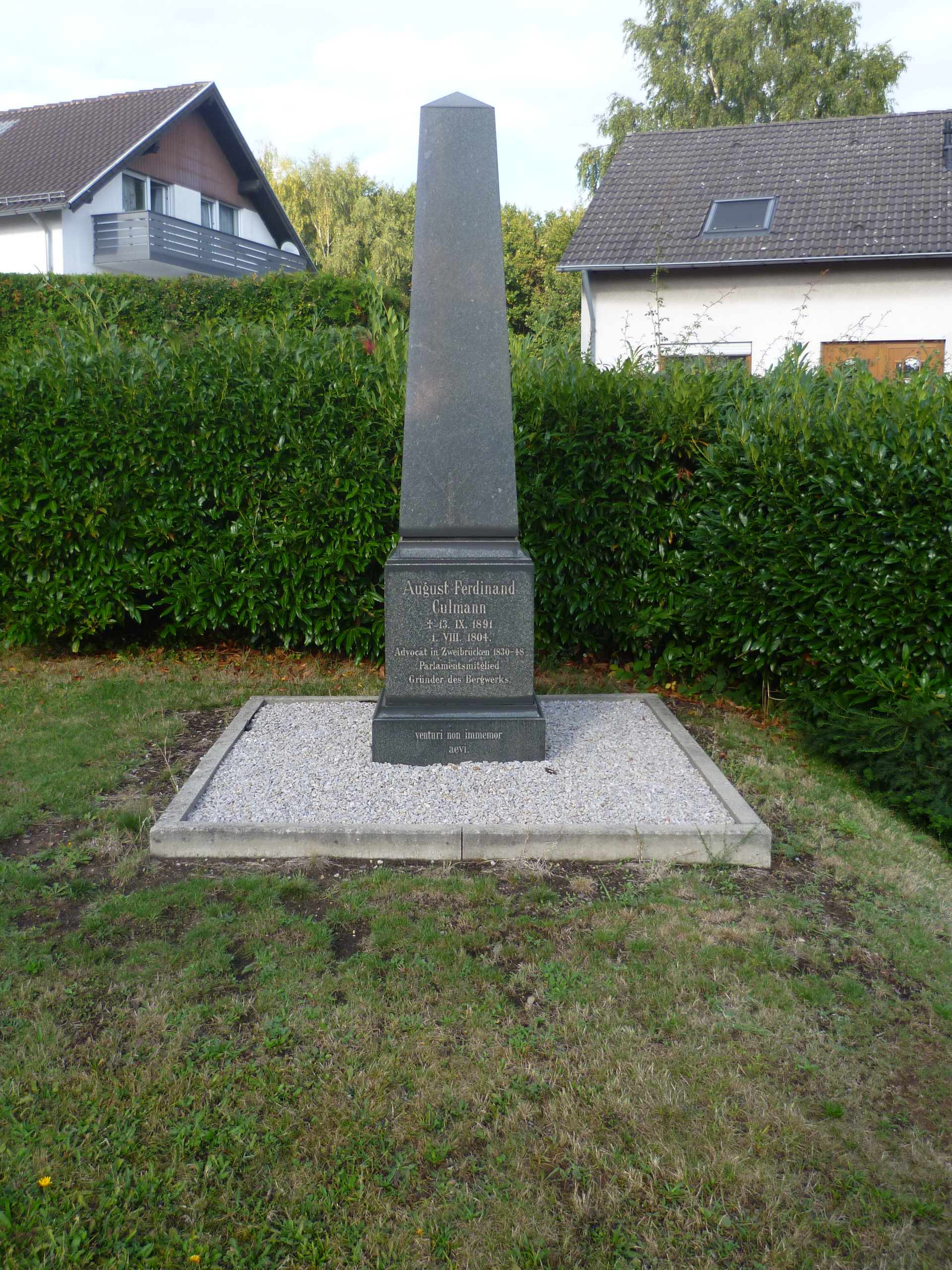
Grabmal Culmanns auf dem alten Friedhof in Frankenholz

Von Forbach aus betrieb er, in enger Zusammenarbeit mit den Dinglerwerken in Zweibrücken, die Wiederbegründung der Frankenholzer Bergwerksgesellschaft. Erst nach der Amnestie für die Revolutionsteilnehmer von 1849 im Jahre 1865 konnte Culmann, der inzwischen französischer Staatsbürger geworden war, wieder auf deutschen Boden zurückkehren. Allen finanziellen Schwierigkeiten zum Trotz betrieb er die Erschließung der Frankenholzer Kohlenflöze.
Im August 1879 stand er am Ziel seiner Wünsche, er konnte den Spatenstich zur Abteufung von Schacht 1 der Grube Frankenholz vornehmen. Am 16. Dezember 1879 wurde die Kohlenförderung aufgenommen. Bis zu seinem Tode war Culmann Generaldirektor der Grube, die um die Jahrhundertwende 1600 Bergleute beschäftigte und zum größten Kohlebergwerk in der Pfalz und Bayern wurde. Culmann unterstützte die Gründung der Frankenholzer Knappschaft im Jahr 1873, die er auch finanziell bedachte. Andere Quellen sprechen von 3.000 Beschäftigten und dem größten privaten Bergwerksbetrieb in Deutschlands Südwesten. Er war bei seinen Bergleuten sehr beliebt, als im Mai 1889 die Belegschaft in den Streik trat, wurde mehrfach von der Streikleitung betont, dass sich der Streik nicht persönlich gegen ihn als Besitzer des Bergwerkes richte. Culmann erlebte nicht nur das Aufblühen des Unternehmens, er wurde 1883 Zeuge der ersten Schlagwetterexplosion auf der Grube Frankenholz, bei der fünf Mitarbeiter starben.
Culmann verstarb 1891 auf dem nahe bei Niederwürzbach/Saar gelegenen Gut Philippsburg. Seinem Wunsch, in der Nähe seiner Bergleute beigesetzt zu werden, wurde entsprochen und so befindet sich seine letzte Ruhestätte auf dem alten Friedhof in Frankenholz. Der Obelisk wurde inzwischen unter Denkmalschutz gestellt. Beachtung verdient insbesondere die Sockelinschrift, die sich auch als Lebensmotto von August Ferdinand Culmann interpretieren lässt: „venturi non immemor aevi“ – „Was immer du tust, bedenke die Konsequenzen für die Zukunft“.
Seine Neffen, Söhne seines älteren Bruders, waren der Theologe Philipp Theodor Culmann (1824–1863) und der Bauingenieur Karl Culmann.